# Dom Pelletier w Saint-Haon-le-Châtel
Dom Pelletier w Saint-Haon-le-Châtel – wzniesiony w XV wieku. Od 4 grudnia 1925 roku posiada status monument historique, w kategorii classé MH (zabytek o znaczeniu krajowym).

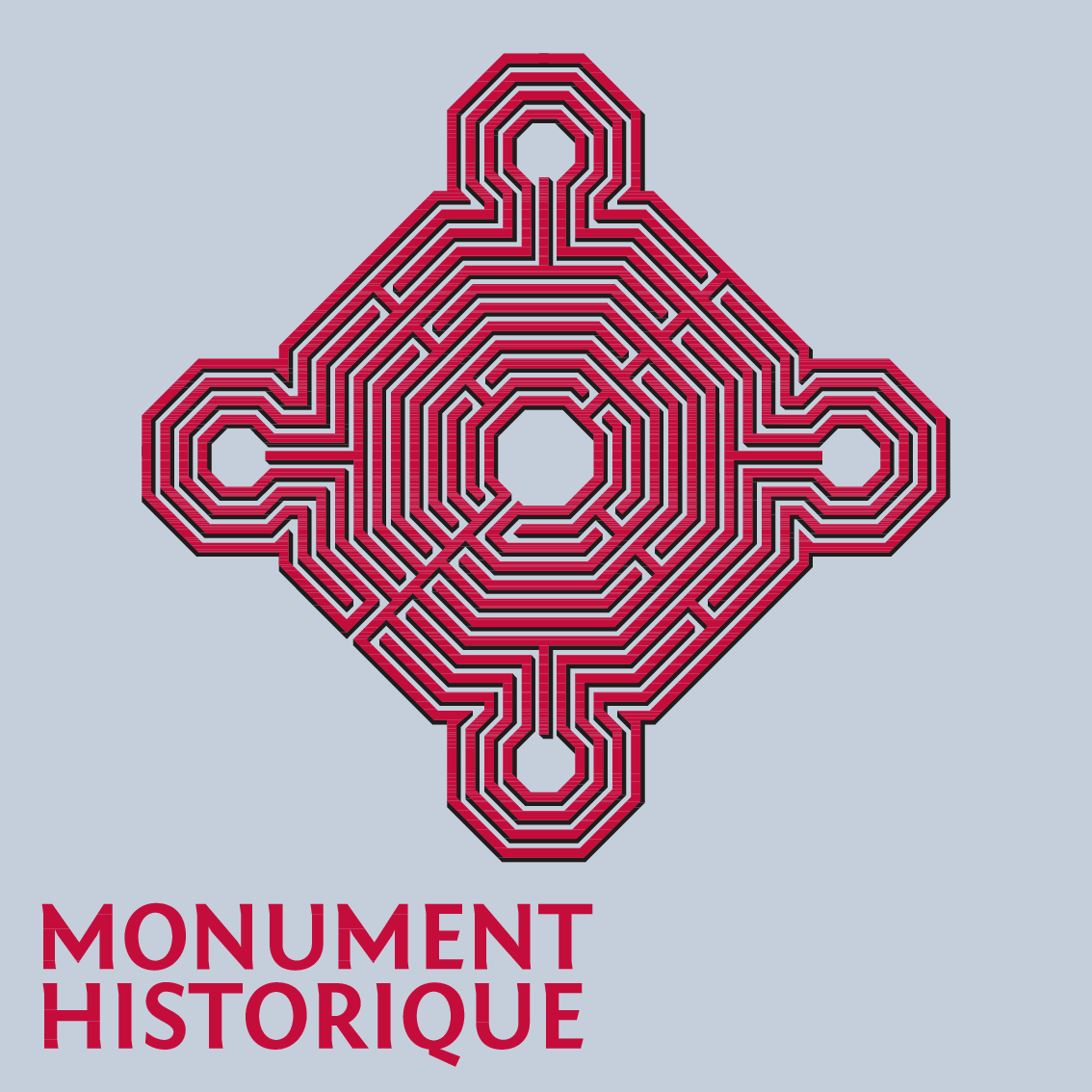
Logo monument historique - 2017

## Lokalizacja
Kamienica jest zlokalizowana na terenie miejscowości Saint-Haon-le-Châtel, przy 47 Rue Jehan Pelletier, w departamencie Loara, w regionie Auvergne-Rhône-Alpes.

## Opis
Budynek wybudowany w XV wieku. Stanowił część murów obronnych miasta, wspierał jedną z 17 wież. Tympanon wejścia, zwieńczony herbem Jehana-Pelletiera, barona de Beaucresson, widnieje jego motto: „Bądźmy roztropni jak węże, prości jak gołębie”. Mieścił się tu około 1830 roku ratusz. Dziś służy jako miejsce wystaw, imprez oraz mieści się kancelaria notarialna. Dziedziniec wyłożony jest kostką brukową, ozdobiony starą studnią.

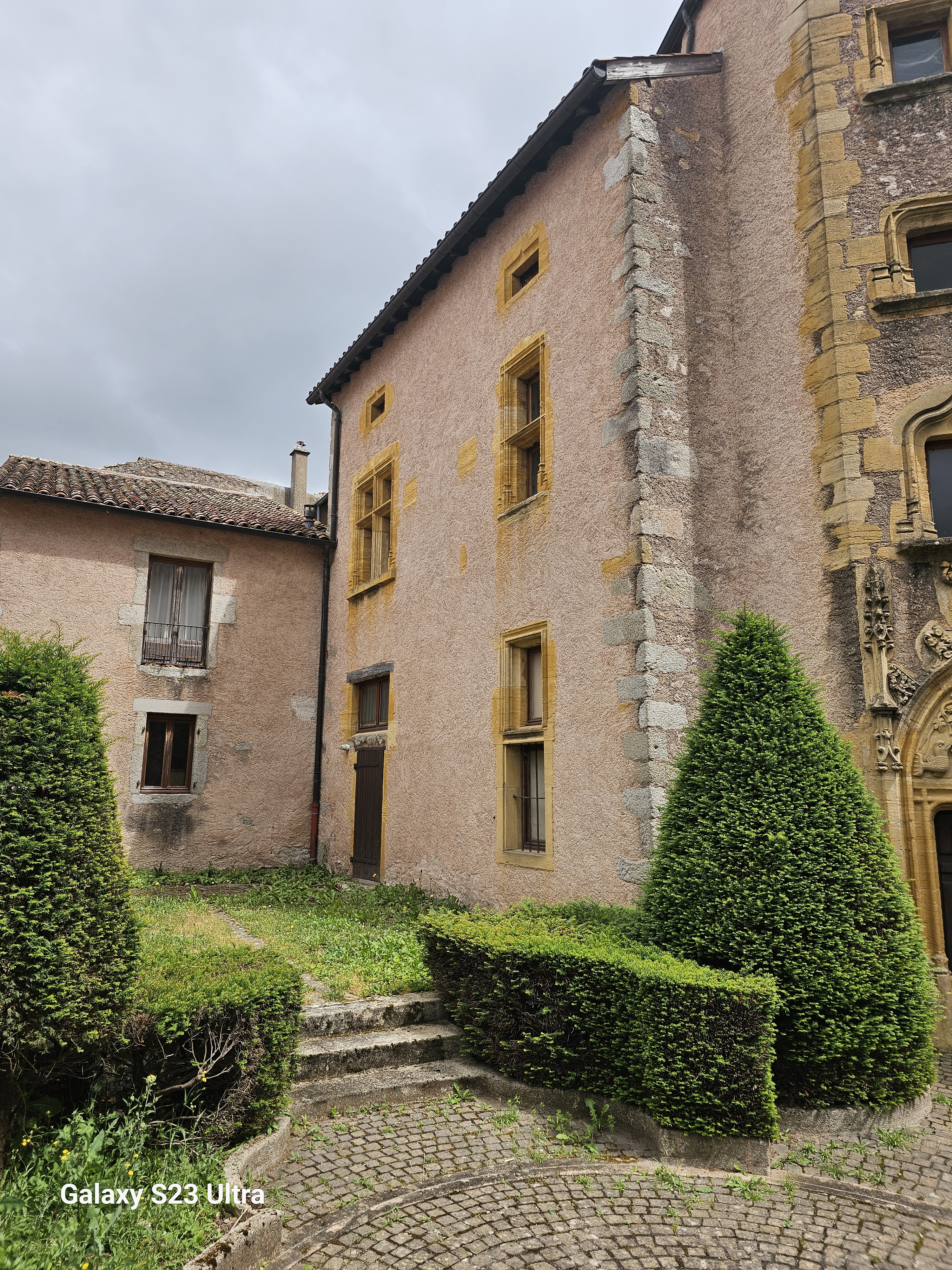
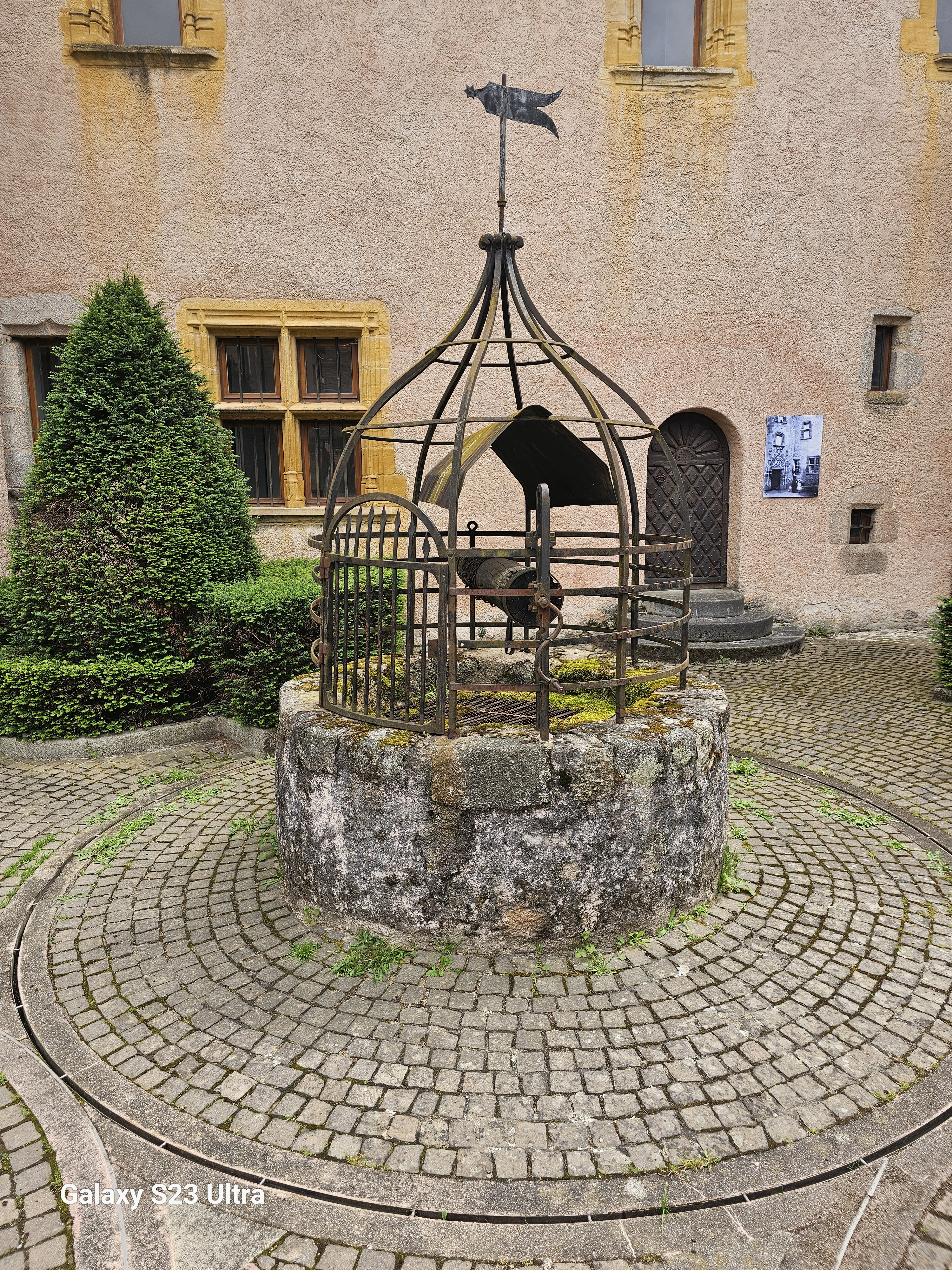
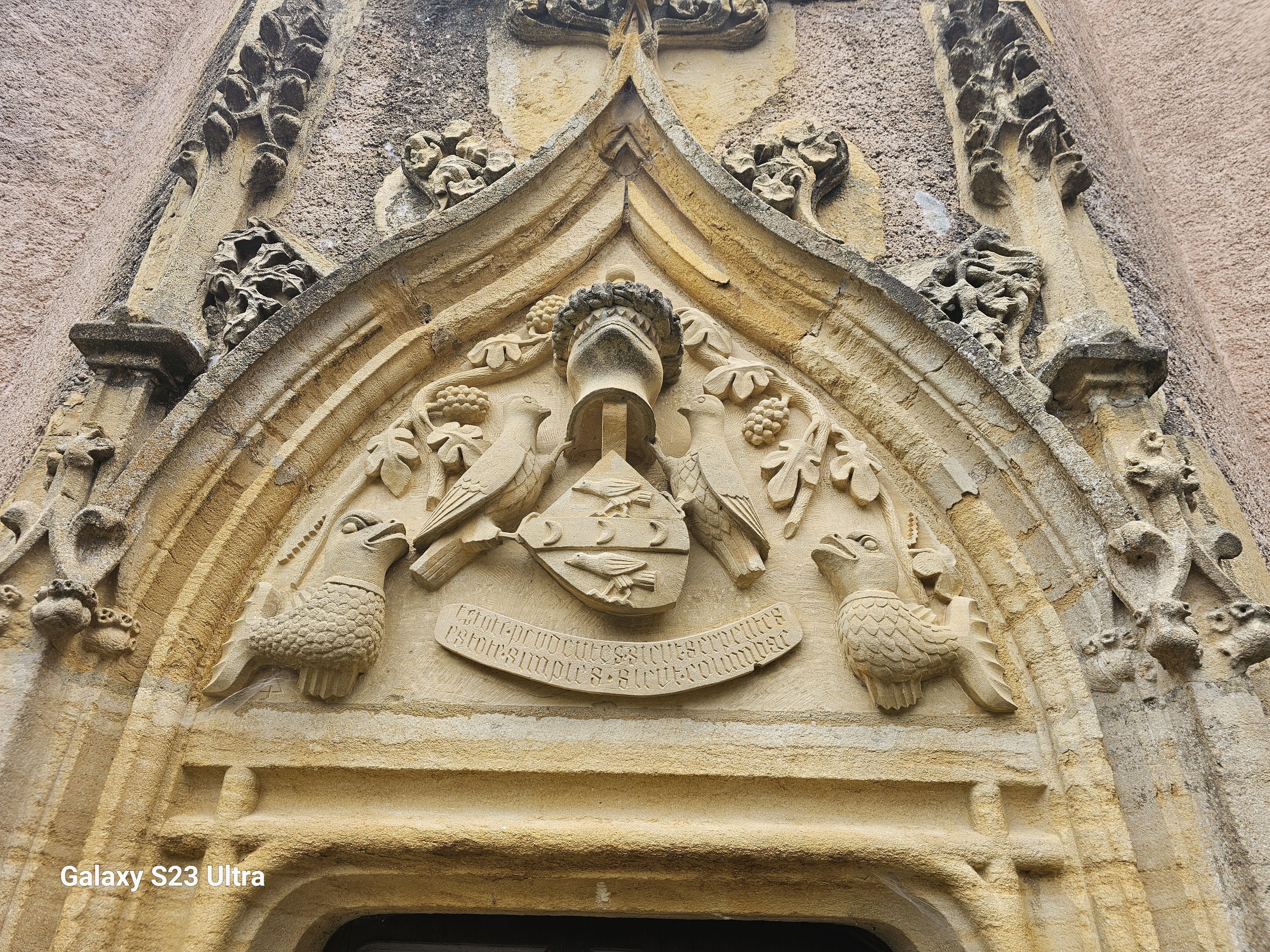
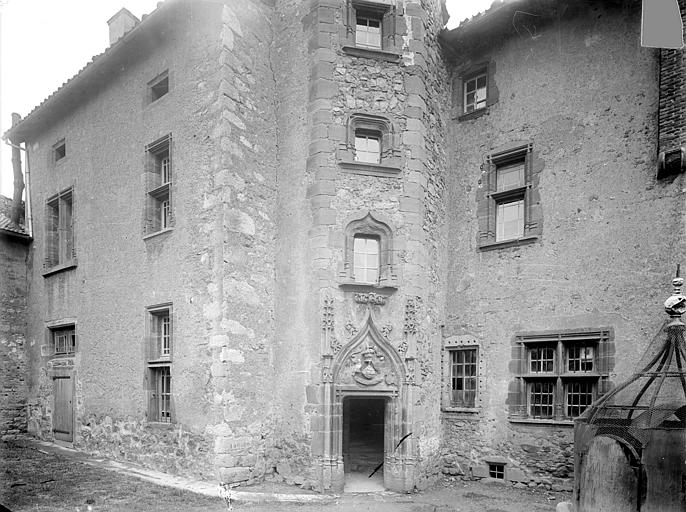